# Hồng Vân (diễn viên)
Ngô Đặng Hồng Vân, thường được biết đến với nghệ danh Hồng Vân (sinh ngày 26 tháng 5 năm 1966), là một nữ diễn viên, đạo diễn sân khấu, nhà sản xuất kiêm doanh nhân người Việt Nam.

## Tiểu sử
Bà tên thật là Ngô Đặng Hồng Vân, quê ở phường Châu Khê, thành phố Từ Sơn, tỉnh Bắc Ninh. Năm 9 tuổi, Hồng Vân cùng gia đình chuyển vào Sài Gòn sinh sống.

## Sự nghiệp
Từ năm 1989 đến năm 2000, bà là diễn viên Nhà hát kịch Sân khấu nhỏ Thành phố Hồ Chí Minh. Từ năm 2001, bà là diễn viên, đạo diễn đồng thời là Giám đốc Công ty Cổ phần Sân khấu Điện ảnh Vân Tuấn. Hồng Vân cũng là bầu sô của Sân khấu kịch Phú Nhuận tại Thành phố Hồ Chí Minh. Năm 2011, bà được công nhận là Nghệ sĩ Nhân dân. Bà từng là Đại biểu Hội đồng nhân dân Thành phố Hồ Chí Minh (nhiệm kỳ 2012-2016).
Hồng Vân được coi là một trong những nghệ sĩ thành công ở cả chính kịch và hài kịch tại Sài Gòn cùng với Thành Lộc. Ở cả hai mảng đó bà đều được coi là một tượng đài, là một trong những người có sức ảnh hưởng lớn tới thế hệ trẻ sau này như: NSƯT Tuyết Thu, NSƯT Trịnh Kim Chi, Thái Hòa, Việt Hương, Cát Phượng, Đức Thịnh, Thúy Nga, Đào Vân Anh, Thanh Thúy, Xuân Trang, Kim Huyền, NSƯT Ốc Thanh Vân, Lan Phương, Lê Lộc, Xuân Nghị, Tuấn Dũng,...
Ở lĩnh vực hài kịch, bà là nghệ sĩ duy nhất có thể kết hợp ăn ý với cả hai "Vua hài" của hai miền là NSƯT Xuân Hinh và NSƯT Hoài Linh. Bên cạnh đó bà còn là bạn diễn ăn ý với hàng loạt ngôi sao lớn khác của làng hài như NSƯT Bảo Quốc, NSƯT Thành Lộc, NSƯT Đức Hải, Lê Vũ Cầu, NSƯT Minh Nhí.....
Những vở diễn nổi tiếng của Hồng Vân có thể kể đến như: Mẹ Và Người Tình, Ngôi Nhà Không Có Đàn Ông, Kỹ Nghệ Lấy Tây, Lôi Vũ,Bà Mất Gà Ông Mất Nết ,...

## Gia đình
Mẹ bà là bà Đặng Thị Hồng Phương (sinh 1940) và cha bà là ông Ngô Kế Sương (sinh 1938). Bà đã có 2 đời chồng, lần đầu với một kiến trúc sư có 2 đứa con tên là Nguyễn Ngô Hoàng Châu (Xí Ngầu) (sinh 1994) và Nguyễn Hoàng Khôi Nguyên (Trê Phi) (sinh 1997) và lần hai với diễn viên Lê Tuấn Anh có một đứa con tên là Lê Ngô Ngọc Châu (Bí Ngô) (sinh 2007).

## Danh sách phim

### Phim truyền hình
| Năm  | Tựa Phim                         | Vai Diễn                    |
| ---- | -------------------------------- | --------------------------- |
| 1996 | Sắc màu hoa nhớ                  | Phượng                      |
| 1998 | Thủ môn từ trên trời rơi xuống   | Vũ Thị Dẹt / Vợ Ba Dưa      |
| 2004 | Một chuyến phiêu lưu             | Mẹ của Bin                  |
| 2005 | Mùa xuân còn ở lại               | Hường                       |
| 2005 | Áo gió bụi hồng                  | Lành                        |
| 2010 | Nhật ký Bạch Tuyết               | Mẹ Ánh Tuyết                |
| 2010 | Những nàng công chúa nổi tiếng   | Bà Đặng Lệ Một              |
| 2014 | Những kẻ hai mặt                 | Thanh Cầm                   |
| 2015 | Bốn cuộc tình, một người đàn ông | Bà Phượng                   |
| 2015 | Nhà Chung                        | Bà 10 Nga                   |
| 2018 | Gạo Nếp Gạo Tẻ                   | Bà Mai                      |
| 2018 | Oan gia bùm chéo 2               | Bà Vân                      |
| 2019 | Nailbiz đại chiến                | Bà Một                      |
| 2019 | Trật Tự Mới                      | Chị Đại                     |
| 2019 | Gia đình hết sảy                 | Bà Bảy                      |
| 2019 | Gia đình vui nhộn                | Bà Thanh Xuân               |
| 2019 | Săn Rồng                         | Bà Thắm                     |
| 2020 | Bà u bá đạo 1                    | Bà u                        |
| 2020 | Phượng Khấu                      | Lệnh Phi Nguyễn Phương Nhậm |
| 2020 | Gia Đình Hòa Thuận               | Bà Nhất                     |
| 2020 | Đại Kê Chạy Đi                   | Bà Hồng                     |
| 2020 | Mẹ mẹ con con (web drama)        | Bà Phương                   |
| 2021 | Trời ơi! Tức muốn chết...        | Bà Cẩm                      |
| 2022 | Tết nữa u là trời                | Bà Hồng                     |
| 2022 | Ai chết giơ tay - Kẻ độc hành    | Dì Mai                      |
| 2022 | Giấc mơ của mẹ                   | Bà Thanh                    |
| 2023 | Bà u bá đạo 3                    | Bà u                        |

### Phim điện ảnh
| Năm  | Tựa Phim                                  |
| ---- | ----------------------------------------- |
| 1988 | Gánh xiếc rong                            |
| 1991 | Hoa nở lối em về                          |
| 1992 | Cô thủ môn tội nghiệp                     |
| 1992 | Võ sĩ bất đắc dĩ                          |
| 1992 | Ngôi nhà oan khốc                         |
| 1994 | Gọi tình yêu quay về                      |
| 1994 | Phượng "Sài Gòn"                          |
| 1995 | Như một huyền thoại                       |
| 2005 | Khi đàn ông có bầu                        |
| 2005 | Thấy rởm                                  |
| 2017 | Kẻ trộm chó                               |
| 2017 | Cô ba sài gòn                             |
| 2018 | Xóm trọ 3d                                |
| 2018 | Cung tâm kế - xóm trọ 3d                  |
| 2018 | Hồn papa da con gái                       |
| 2018 | Cuộc phiêu lưu của Trung Ruồi và Minh Tít |
| 2018 | Hạ cuối tình đầu                          |
| 2019 | Hoa hậu giang hồ                          |
| 2019 | Oppa,phiền quá nha                        |
| 2019 | Siêu quậy có bầu                          |
| 2020 | 30 chưa phải Tết                          |
| 2020 | Gái già lắm chiêu 3                       |
| 2020 | Nắng 3: lời hứa của ba                    |
| 2021 | Gái già lắm chiêu V                       |
| 2022 | Là mây trên bầu trời của ai đó            |
| 2023 | Con nhót mót chồng                        |
| 2023 | Thanh sói                                 |
| 2024 | Gặp lại chị bầu                           |
| 2024 | Sáng đèn                                  |
| 2024 | Hai muối                                  |
| 2024 | Cô dâu hào môn                            |
| 2025 | Rider: giao hàng cho ma (LỒNG TIẾNG)      |
| 2025 | Chốt đơn!                                 |
| 2025 | Tìm xác: Ma không đầu                     |

## Chương trình truyền hình
| Năm      | Chương trình                      | Vai Trò                 | Cùng                                                       |
| -------- | --------------------------------- | ----------------------- | ---------------------------------------------------------- |
| 2003     | Gala cười xuân                    | Diễn viên               | Bảo Quốc , Kim Huyền                                       |
| 2004     | Gala cười xuân                    | Diễn viên               | Minh Nhí , Hoàng Sơn,..                                    |
| 2010     | Gala cười xuân                    | Diễn viên               |                                                            |
| 2011     | Gala cười xuân                    | DIễn viên               | Đúc Hải                                                    |
| 2012     | Gala cười xuân                    | DIễn viên               | Anh Vũ                                                     |
| 2013-nay | Vợ chồng son                      | MC                      | Quốc Thuận                                                 |
| 2014     | Gương mặt thân quen Nhí           | Giám khảo               | Hoài Linh, Mỹ Linh                                         |
| 2014     | Tài tiếu tuyệt                    | Diễn viên               |                                                            |
| 2014     | Kỳ án Đông Tây kim cổ             | Diễn viên               |                                                            |
| 2015     | Gương mặt thân quen Nhí           | Giám khảo               | Hoài Linh, Mỹ Linh                                         |
| 2015     | Cười xuyên Việt                   | Giám khảo               |                                                            |
| 2015     | Danh hài đất Việt                 | Diễn viên               |                                                            |
| 2015     | Gặp nhau để cười                  | Diễn viên               | Bảo Chung, Lê Khánh                                        |
| 2015     | Gala cười xuân                    | Diễn viên               |                                                            |
| 2016     | Gương mặt thân quen Nhí           | Giám khảo               | Hoài Linh, Mỹ Linh                                         |
| 2016     | Người bí ẩn Mùa 3                 | Khách mời tập 13        | Đức Hải                                                    |
| 2016     | Tiếu lâm tứ trụ                   | Huấn luyện viên         |                                                            |
| 2016     | Thử thách Người nổi tiếng         | Giám khảo               |                                                            |
| 2016     | Gương mặt thân quen               | Giám khảo khách mời     | Hoài Linh, Mỹ Linh, Đức Huy                                |
| 2016     | Gala cười xuân                    | Diễn viên               |                                                            |
| 2017     | Bước nhảy ngàn cân                | Giám khảo               | Việt Hương, John Huy Trần,.....                            |
| 2017     | Hát cùng mẹ yêu                   | Thí sinh                | Khôi Nguyên, NSND Ngọc Giàu, Phương Dung, Đức Huy          |
| 2017     | Kịch cùng Bolero mùa 1            | Giám khảo               |                                                            |
| 2017     | Cười xuyên Việt                   | Giám khảo               |                                                            |
| 2017     | Sao nối ngôi nhí                  | Giám khảo               |                                                            |
| 2018     | Gala hài Xuân 2018                | Diễn viên               | Trấn Thành, Đại Nghĩa, Ninh Dương Lan Ngọc, Hari Won,...   |
| 2018     | Phiên tòa tình yêu                | Chủ tọa                 | Trấn Thành, Việt Hương,....                                |
| 2018     | Khi đàn ông mang bầu              | Khách mời tập 2         |                                                            |
| 2018     | Kịch cùng Bolero mùa 2            | Giám khảo               |                                                            |
| 2018     | Ký ức vui vẻ mùa 1                | Đội trưởng thập niên 70 | ,                                                          |
| 2018     | Người bí ẩn mùa 5                 | Khách mời tập 14        | Hoài Linh, Việt Hương, Hoàng Sơn, Trấn Thành               |
| 2018     | Ca sĩ tranh tài                   | Khách mời               | Hồng Nhung, Tùng Dương, Thành Trung,....                   |
| 2019     | Ký ức vui vẻ mùa 2                | Đội trưởng thập niên 70 |                                                            |
| 2019     | Bạn muốn hẹn hò                   | MC                      | Quyền Linh                                                 |
| 2019     | Tinh hoa hội tụ                   | Giám khảo               | Phương Dung, Đình Toàn,...                                 |
| 2019     | Vì bạn xứng đáng                  | Khách mời               |                                                            |
| 2019     | Sàn chiến giọng hát               | Nhà đầu tư              | Hồng Đào, Chí Tài, Bạch Công Khanh, Kim Tử Long,....       |
| 2019     | Tuyệt đỉnh song ca - Cặp đôi vàng | Giám khảo               | Cẩm Ly, Minh Vy, Hoàng Nhật Nam,....                       |
| 2019     | Mẹ tuyệt vời nhất                 | MC                      |                                                            |
| 2019     | Bạn muốn hẹn hò                   | MC                      |                                                            |
| 2019     | Vang bóng một thời                | MC                      | Đại Nghĩa, Hoàng Nhật Nam                                  |
| 2019     | Siêu trí tuệ Việt Nam             | Ban giám khảo           |                                                            |
| 2020     | Ông bố hoàn hảo                   | Ban giám khảo           | Kim Tử Long, Huy Khánh, Đàm Phương Linh,....               |
| 2020     | Gala cười xuân                    | Diễn viên               |                                                            |
| 2020     | Ký ức vui vẻ mùa 3                | Đội trưởng thập niên 70 |                                                            |
| 2020     | Ca sĩ bí ẩn                       | Ban giám khảo           |                                                            |
| 2020     | Sàn chiến giọng hát mùa 2         | Nhà đầu tư              | Dương Triệu Vũ, Chí Tài, Bạch Công Khanh, Kim Tử Long,.... |
| 2020     | Ca sĩ ẩn danh                     | Ban giám khảo           |                                                            |
| 2021     | Ông bố hoàn hảo mùa 2             | Ban giám khảo           | Kim Tử Long, Đình Toàn, Minh Nhí                           |
| 2021     | Sàn chiến giọng hát mùa 3         | Nhà đầu tư              | Dương Triệu Vũ, Bạch Công Khanh, Kim Tử Long,....          |
| 2021     | Gala cười xuân                    | Diễn viên,              |                                                            |
| 2021     | Lạ lắm à nha                      | Khách mời               |                                                            |
| 2021     | Sao nối ngôi                      | Ban giám khảo           |                                                            |
| 2022     | Đấu trường âm nhạc mùa 4          | Ban giám khảo           |                                                            |
| 2023     | Mảnh ghép hoàn hảo                | MC                      |                                                            |
| 2023     | Sàn chiến giọng hát mùa 5         | Nhà đầu tư              |                                                            |
| 2023     | Có hẹn cùng thanh xuân            | Người chơi              | Lại Văn Sâm, Lại Ngọc Đoàn....                             |
| 2024     | Kỳ tài lộ diện mùa 4              | Ban giám khảo           | Vũ Thành Vinh, Nguyễn Phương, Hoàng Nghiêm                 |
| 2025     | Gala cười xuân                    | Diễn viên               | Hoàng Sơn, Thanh Thủy, Hồng Đào ,..                        |
| 2025     | Xuân phát tài 15                  | Diễn viên               | Hoài Linh , Hoàng Sơn ,Hồng Đào,..                         |

- Và nhiều chương trình khác

## Giải thưởng
- Huy chương Vì sự nghiệp sân khấu Việt Nam
- Bằng khen của Ủy ban Nhân dân Thành phố Hồ Chí Minh
- Huy chương vàng các tác phẩm "Nỏ thần", "Mẹ và Người tình"[2]
- Giải Mai Vàng cho Nữ Nghệ Sĩ Hài được yêu thích nhất năm 1998
- Giải Mai Vàng cho Nữ Nghệ Sĩ Kịch Nói được yêu thích nhất năm 2003
- Giải quán quân tại Hát cùng mẹ yêu (2017)
- Giải Ngôi Sao Xanh cho Nữ Diên Viên Phụ Xuất Sắc Nhất với vai diễn Mệ nội trong Gái Già Lắm Chiêu 3 năm 2020
- Giải Cánh Diều Vàng cho Nữ Diên Viên Phụ Xuất Sắc Nhất với vai diễn Mệ nội trong Gái Già Lắm Chiêu 3 năm 2020
- Và nhiều giải thưởng lớn nhỏ khác